# Ludvika järnvägsstation
Ludvika järnvägsstation är en byggnad i Ludvika, Dalarnas län. På platsen fanns tidigare Erik Lallerstedts stationsbyggnad från år 1900. Nuvarande stationsbyggnad uppfördes i slutet av 1930-talet efter ritningar av arkitekt Cyrillus Johansson.

## Historik
Cyrillus Johansson var Ludvikas stadsarkitekt åren 1931-1941, som sådan ritade han även några byggnader i staden, bland dem Ludvika stadshus (klart 1934), affärs- och bostadshus vid Storgatan 18 och Storgatan 30 (klart 1935 och 1936), Sagahuset vid Storgatan 39 (klart 1939) och Ludvika järnvägsstation (klart 1939).
I Ludvika fanns flera olika stationshus. Den äldsta stationsbyggnaden i Ludvika härrörde från 1860-talet och byggdes för Väsman–Barkens Järnväg med slutstation "Marnäs". Nästa stationshus uppfördes på 1870-talet för Frövi-Ludvika Järnväg och år 1900 tillkom stationshuset för Bergslagernas Järnvägar. Den byggnaden hade ritats av arkitekt Erik Lallerstedt och den revs på 1930-talet när den nuvarande skulle uppföras. 
Stationsbyggnader hade hög status och därför skissade Cyrillus Johansson en bred förlängning av Engelbrektsgatan som en kraftfull axel mellan Storgatan och stationshuset. Sjön Väsman tjänade som extra blickfång. Idag är denna axel bruten genom den starkt trafikerade Bergslagsgatan.
Byggnaden består av tre huskroppar: en hög tvåvåningsdel som utgör själva väntsalen, en lägre envåningsdel som idag innehåller Ludvikas turistbyrå och en rund, låg väntrumsdel mot järnvägen. Husets fasader är utförda i gult fasadtagel. Taken var ursprungligen lätt utsvängda. Arkitekturen är enkel och funktionell. Entrésidan domineras av ett skärmtak och texten ”Järnvägsstation” i kopparbokstäver,  ett byggnadsur högst upp samt en kiosk. Mot spårområdet är vänthallens fasad helglasad. Vänthallens väggar smyckas av väggmålningar visande bergslagsmotiv utförda av konstnären Gunnar Klys.  
En gång- och cykelbro byggdes 2014 från Storgatan över Bergslagsgatan, stationsbyggnaden, bussterminalen och spåren med anslutande ramp på Väsmansidan.

## Bilder

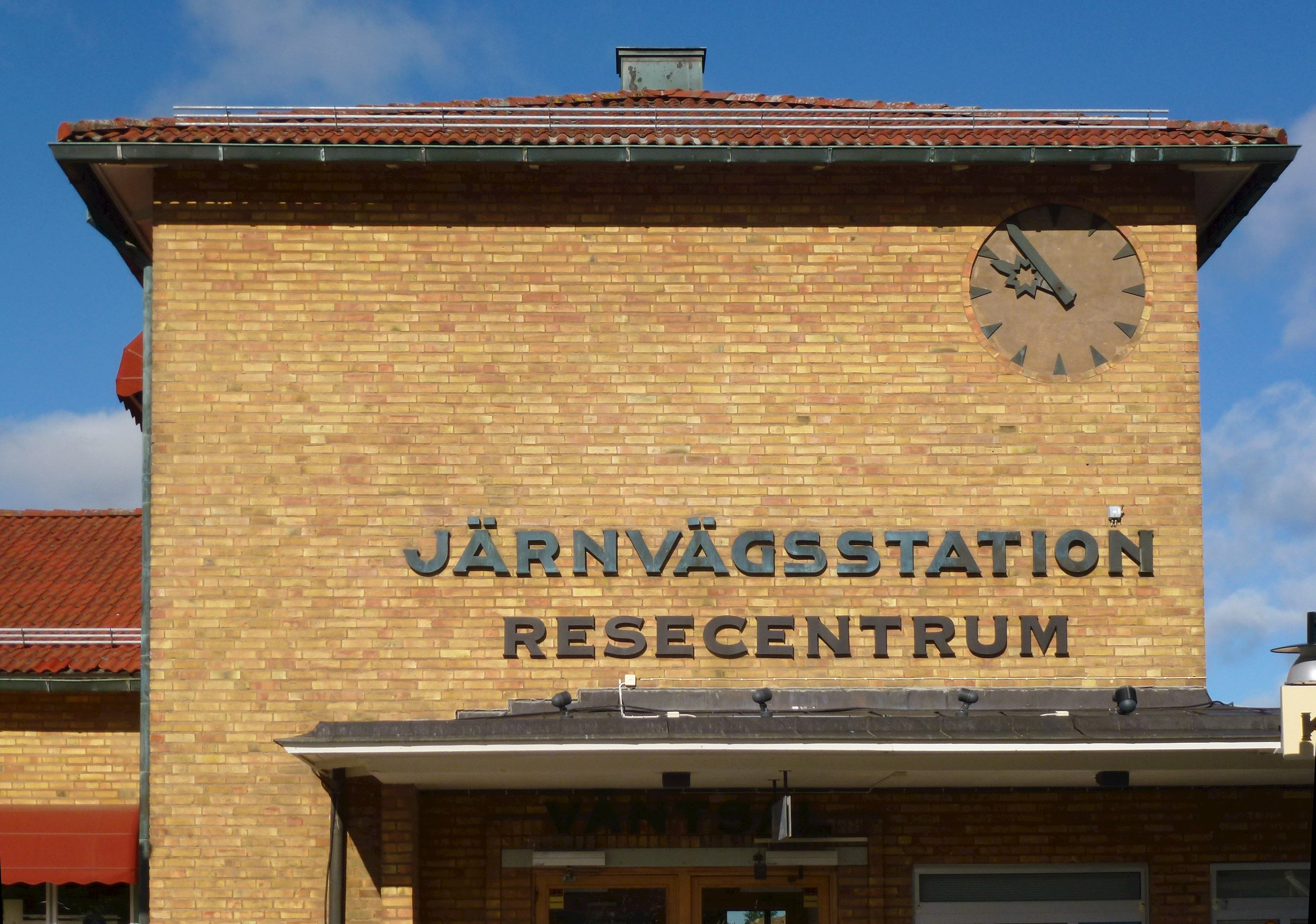
Entrésidan
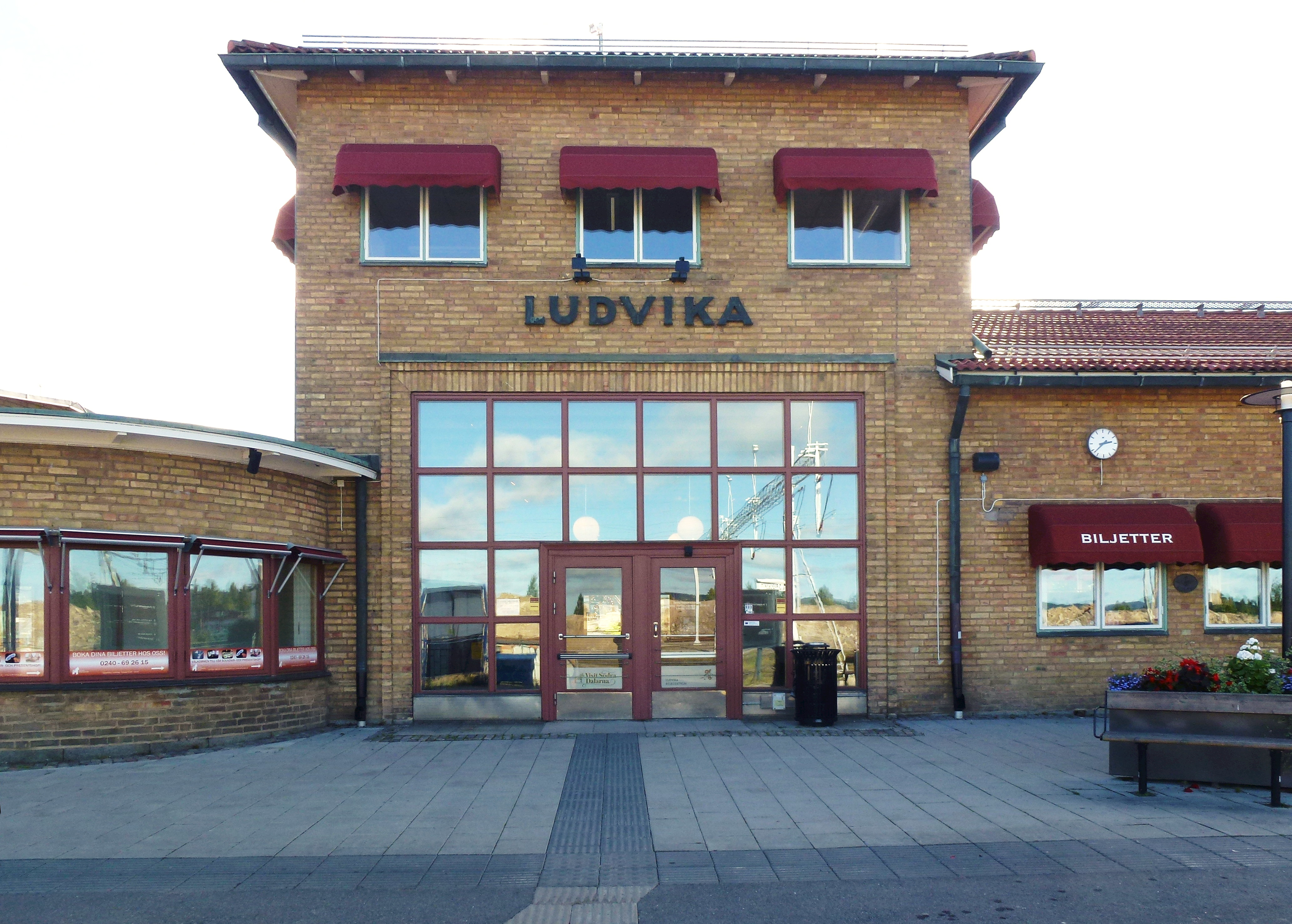
Fasad mot spårområdet
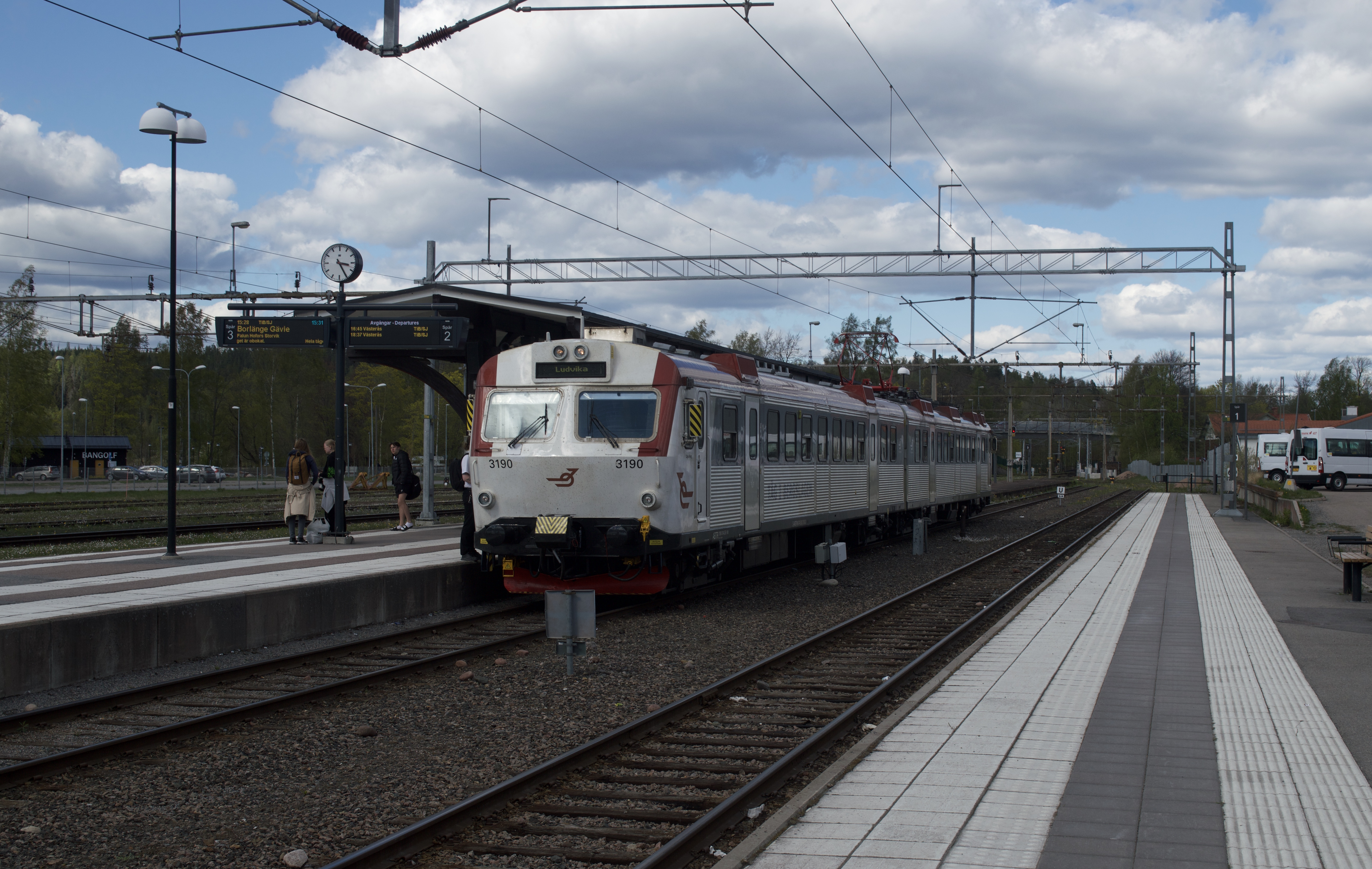
Tåg på stationen
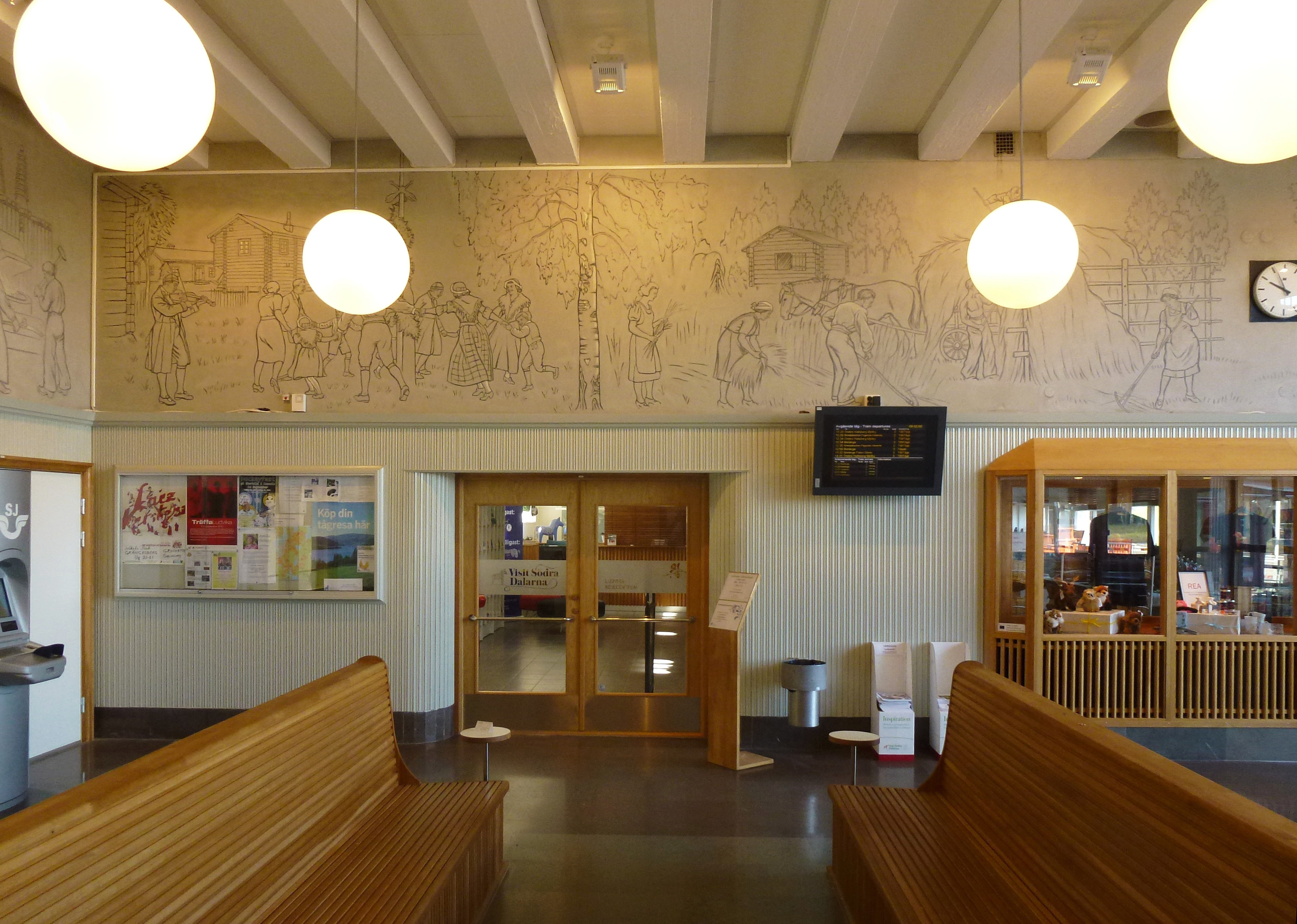
Väntsalen